# Little Cayman
Little Cayman ist mit einer Fläche von 28,5 km² die drittgrößte der Cayman Islands. Auf dieser Insel leben 198 der 55.036 Einwohner der Cayman Islands (Stand 2010), die meisten stammen jedoch nicht von den Cayman Islands. Die zu über 40 Prozent von Feuchtgebieten bedeckte Insel ist noch relativ unerschlossen. Die Insel ist etwa 16 Kilometer lang und 1,5 Kilometer breit.
Im Südwesten Little Caymans gibt es einen Flugplatz mit einer nicht asphaltierten Landebahn. Die Einwohner sind vom Tourismus abhängig und arbeiten größtenteils in einem der Resorts. Außerdem gibt es auf der Insel das Little Cayman Museum und das Booby Pond Nature Reserve, ein Naturschutzgebiet, in dem es 20.000 Rotfußtölpel und 350 Fregattvögel gibt. Auch gibt es auf der Insel einige Leguane, für die sogar eigene Verkehrszeichen aufgestellt wurden, und eine Vielzahl von Vögeln.
Die Insel wurde ebenso wie Cayman Brac 1503 von Christoph Kolumbus entdeckt. Die ersten Siedlungen auf den Cayman Islands wurden von Fischern und Schildkrötenfängern um 1600 auf Little Cayman errichtet, die Insel war seit dem Überfall eines spanischen Piraten 1671 jedoch erst wieder ab 1833 besiedelt, als die Ortschaft Blossom Village erbaut wurde. Um 1900 gab es eine Bevölkerung von mehreren hundert Menschen, die Exportgüter waren Phosphaterze, Schiffstaue und Kokosnüsse. Da ein Hurrikan 1932 große Zerstörungen anrichtete, verließen viele die Insel wieder.
Die Phosphatminen sind zwar nicht mehr in Betrieb, können jedoch noch besichtigt werden.